# Paul Bronsart von Schellendorff
Paul Bronsart von Schellendorff (25 tháng 1 năm 1832 – 23 tháng 6 năm 1891) là một tướng lĩnh và nhà văn quân sự của Phổ.

## Cuộc đời và sự nghiệp
Bronsart sinh ra tại Danzig (Gdańsk), Phổ. Ông đã gia nhập Quân đoàn Vệ binh Phổ vào năm 1849, và được bổ nhiệm vào Bộ Tổng tham mưu năm 1861 với quân hàm Đại úy; sau 3 năm phục vụ trong Bộ Tổng tham mưu Phổ, ông trở lại tham gia cấp trung đoàn, nhưng không lâu sau đó được tái bổ nhiệm vào Bộ Tổng tham mưu, và giảng dạy tại Viện Hàn lâm Quân sự Phổ. Ông đã được phong cấp Thiếu tá vào năm 1865 rồi lên Thượng tá vào năm 1869.
Trong cuộc Chiến tranh Pháp-Đức (1870 – 1871), ông giữ một cục trưởng trong Bộ Tổng tham mưu, và tiến hành đàm phán sơ bộ về sự đầu hàng của Napoléon III và quân đội Pháp tại Sedan đầu tháng 9. Sau khi chiến tranh với Pháp kết thúc thắng lợi, Bronsart được thăng cấp Đại tá và trở thành tham mưu trưởng của Quân đoàn Vệ binh, sau đó lên chức Thiếu tướng vào năm 1876 và Trung tướng (với quyền chỉ huy một sư đoàn) vào năm 1881. Hai năm sau, ông trở thành Bộ trưởng Chiến tranh, và trong suốt nhiệm kỳ (1883 – 1889), nhiều cải cách quan trọng đã được tiến hành trong lực lượng quân đội Phổ, đặc biệt là việc giới thiệu súng trường bắn phát một. Vào năm 1889, ông được bổ nhiệm làm tư lệnh của Quân đoàn I tại Königsberg. Ông từ trần tại điền trang Schettnienen gần Braunsberg (Braniewo), vào năm 1891 ở độ tuổi 59.

## Tác phẩm
Các tác phẩm quân sự của Bronsart bao gồm hai công trình có giá trị lớn:
- Ein Rückblick auf die taktischen Rückblicke (phiên bản thứ hai, Berlin, 1870), cuốn sách nhỏ được viết để hồi đáp Hồi tưởng về chiến thuật năm 1866 của Đại úy May; và
- Der Dienst des Generalstabes (phiên bản thứ nhất, Berlin, 1876; phiên bản ba do Tướng Meck hiệu chỉnh, 1893; phiên bản mới hiệu chỉnh bởi người con trai của tác giả, Thiếu tá Bronsart von Schellendorf, Berlin, 1904), một chuyên luận hoàn chỉnh về các trách nhiệm của Bộ Tổng tham mưu. Sau khi được xuất bản, phiên bản thứ ba của tác phẩm này đã được dịch sang tiếng Anh, và được chính thức phát hành cho quân đội Anh với tựa đề "Trọng trách của Bộ Tổng tham mưu". Phiên bản mới năm 1904 của Thiếu tướng Bronsart đã được Bộ Tổng tham mưu tái phát hành bằng tiếng Anh với tên gọi tương tự, vào năm 1905.
- Schellendorf, Paul Leopold Eduard Heinrich Anton Bronsart. (1893). Trọng trách của Bộ Tổng tham mưu, dịch bởi William Aldworth Home Hare. London: Her Majesty's Stationery Office.